# Grugabahn
| Grugabahnzug „Heimliche Liebe“ |                     |                                                 |                                                 |
| Streckenlänge: | 3,3 km              |                                                 |                                                 |
| Spurweite: | 600 mm (Schmalspur) |                                                 |                                                 |
| Streckengeschwindigkeit: | 20 km/h             |                                                 |                                                 |
| |                     |                                                 |                                                 |
| \| \| \| Teichdurchfahrt Kurhaus \| \| \| \| \| Abstellgleis Hbf \| \| \| \| \| Hbf Kranichwiese \| \| \| \| \| Orangerie \| \| \| \| \| ehem. Depot (zweiständig) \| \| \| \| \| Brücke am Hundertwasserhaus \| \| \| \| \| Mustergärten \| \| \| \| \| Lührmannstraße \| \| \| \| \| Depot (fünfständig) \| \| \| \| \| Landhaus/Rollschuhbahn zurückgebaut \| \| \| \| \| Tummelwiese ehem. Kleintiergarten bzw. Grugabad \| \| \| \| \| \| \| |                     |                                                 |                                                 |
| Strecke von links · Strecke von rechts |                     | Teichdurchfahrt Kurhaus                         | Teichdurchfahrt Kurhaus                         |
| Brücke über Wasserlauf · Abzweig geradeaus und von links |                     | Abstellgleis Hbf                                | Abstellgleis Hbf                                |
| Strecke · Haltepunkt / Haltestelle |                     | Hbf Kranichwiese                                | Hbf Kranichwiese                                |
| ehemaliger Haltepunkt / Haltestelle · Strecke |                     | Orangerie                                       | Orangerie                                       |
| Strecke · Abzweig geradeaus und ehemals von links |                     | ehem. Depot (zweiständig)                       | ehem. Depot (zweiständig)                       |
| Strecke von links · Kreuzung geradeaus unten · Strecke nach rechts |                     | Brücke am Hundertwasserhaus                     | Brücke am Hundertwasserhaus                     |
| Haltepunkt / Haltestelle · Strecke |                     | Mustergärten                                    | Mustergärten                                    |
| Brücke · Strecke mit Straßenbrücke |                     | Lührmannstraße                                  | Lührmannstraße                                  |
| Abzweig geradeaus und von links · Strecke |                     | Depot (fünfständig)                             | Depot (fünfständig)                             |
| ehemaliger Haltepunkt / Haltestelle · Strecke |                     | Landhaus/Rollschuhbahn zurückgebaut             | Landhaus/Rollschuhbahn zurückgebaut             |
| Strecke · Bahnhof |                     | Tummelwiese ehem. Kleintiergarten bzw. Grugabad | Tummelwiese ehem. Kleintiergarten bzw. Grugabad |
| Strecke nach links · Strecke nach rechts |                     |                                                 |                                                 |

Die Grugabahn ist eine Parkeisenbahn im Grugapark in Essen. Sie hat ihren Ursprung in einer dampfgetriebenen Liliputbahn aus dem Jahr 1938.

## Grugabahn heute
Die Bahn verkehrt auf einer Strecke von etwa 3,3 Kilometern Länge. Der Rundkurs hat die Form einer weiten, geschlungenen Acht und erreicht so die gesamte Anlage des Grugaparks. Die heutigen, mit Akkumulator elektrisch betriebenen Züge, die etwa 90 Sitzplätze bieten, fahren seit 1997 und tragen traditionsgemäß die alten Namen Zornige Ameise, Heimliche Liebe, Wachsames Hähnchen und Schwarze Lene. Die Züge hatten zunächst eine weiße Farbgebung und bekamen Mitte der 2000er Jahre ihr heutiges, buntes Aussehen. Sie werden in einem im Park befindlichen, fünfständigen Depot in der Nähe des Irrgartens abgestellt und gewartet. Seit 1992 wird die Bahn von der Firma Intamin betrieben. Ein Jahr darauf erwarb die Stadt Essen die gesamte Anlage, der Zugbetrieb wird weiterhin von Intamin geführt.

### Haltepunkte/Bahnhöfe

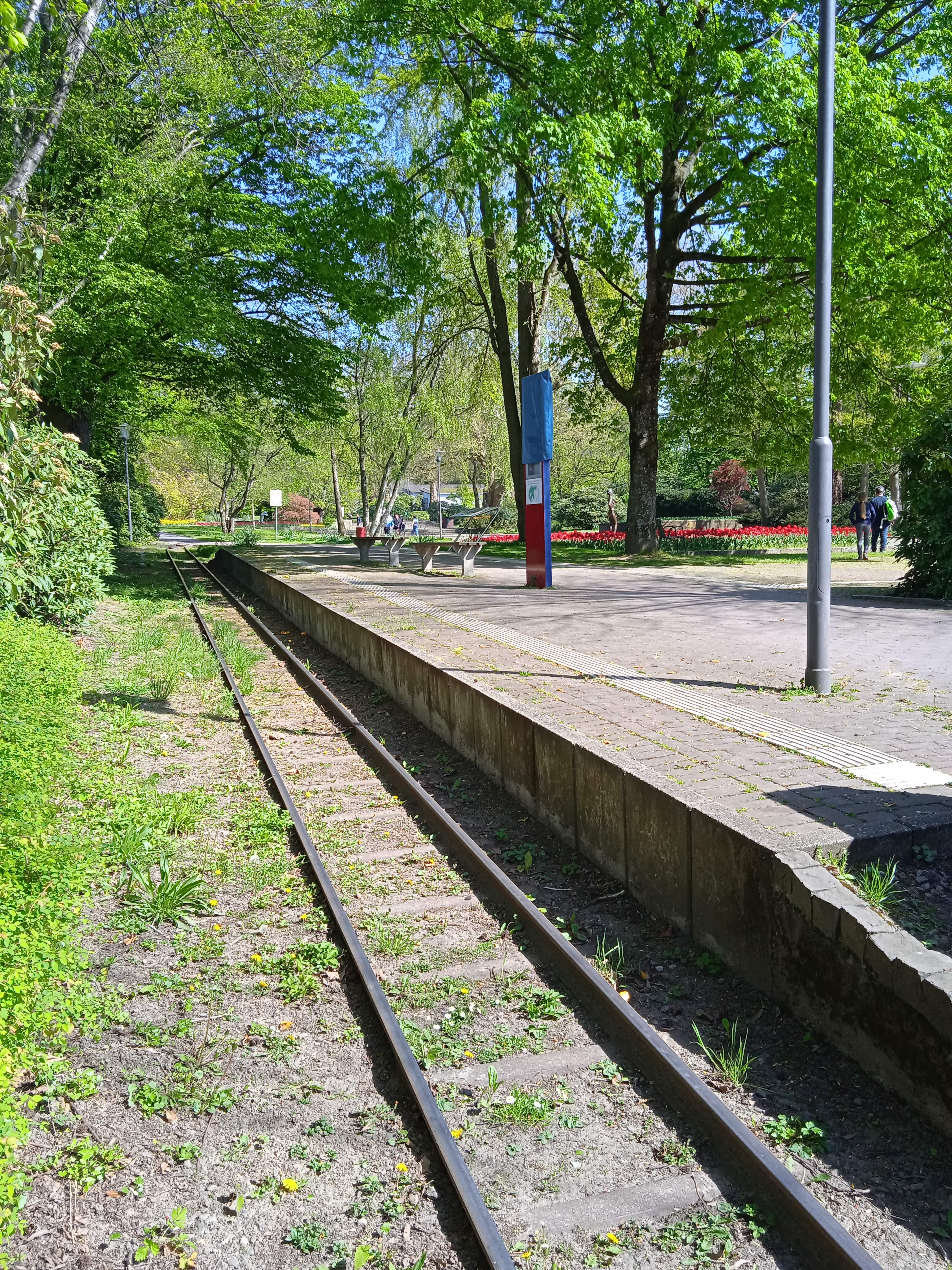
Ehemalige Haltestelle Orangerie in der Saison 2022.

Im Park gibt es drei Haltestellen, an denen zu- und ausgestiegen werden kann:
- Hbf Kranichwiese
- Mustergärten
- Kleintiergarten

Diese liegen jeweils in der Nähe der größeren Parkeingänge.

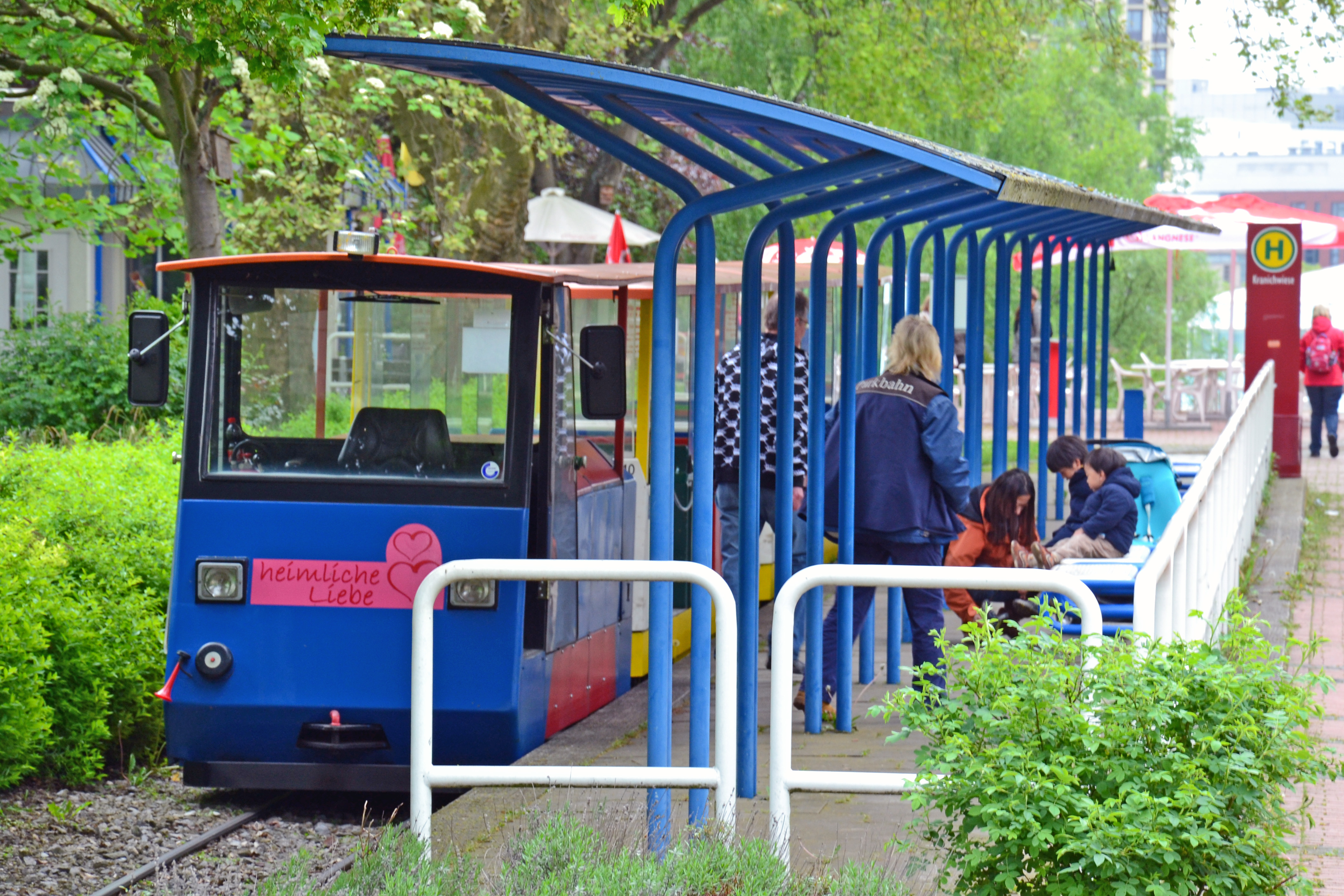
Hauptbahnhof Kranichwiese mit Zug Heimliche Liebe
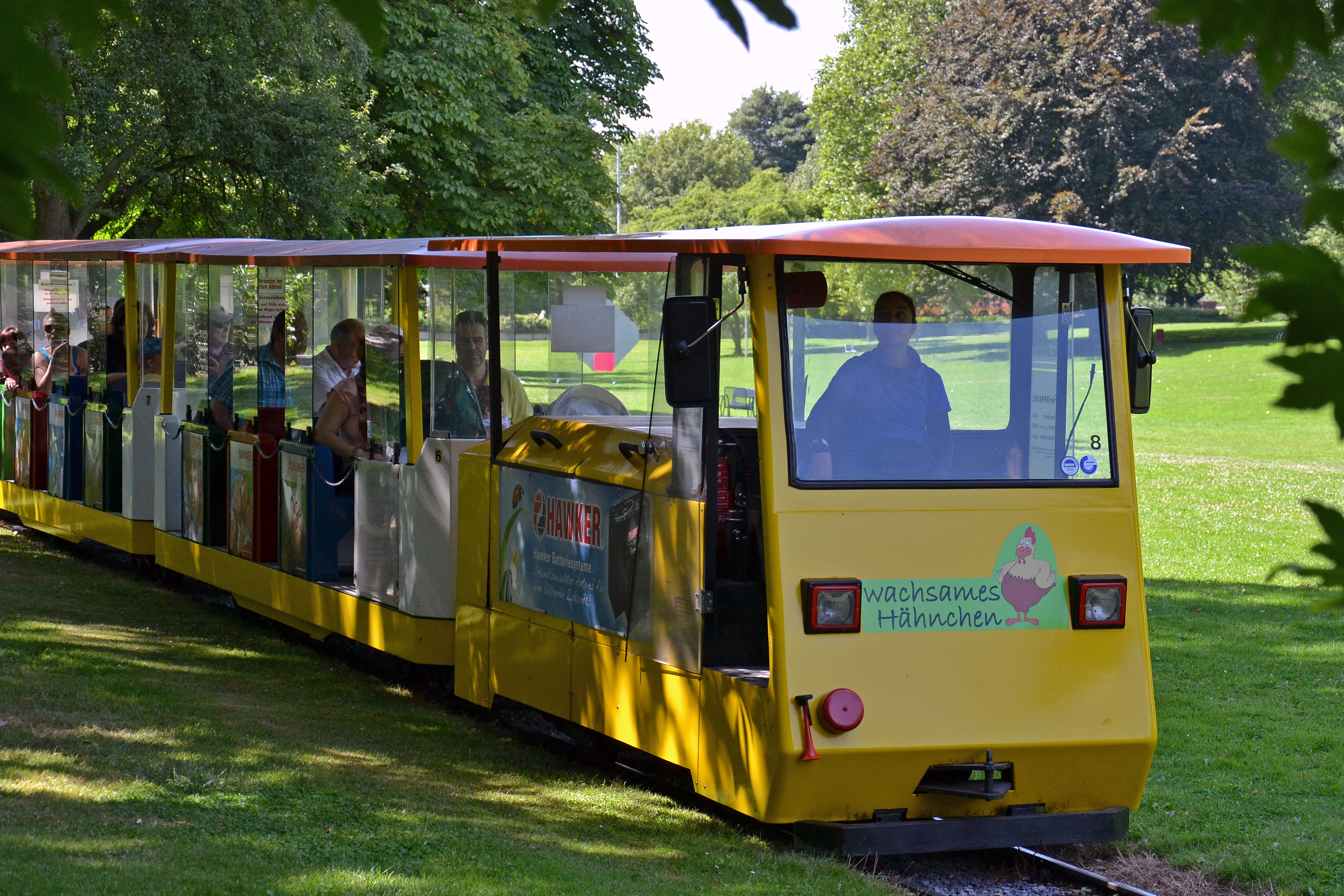
Grugabahn Wachsames Hähnchen
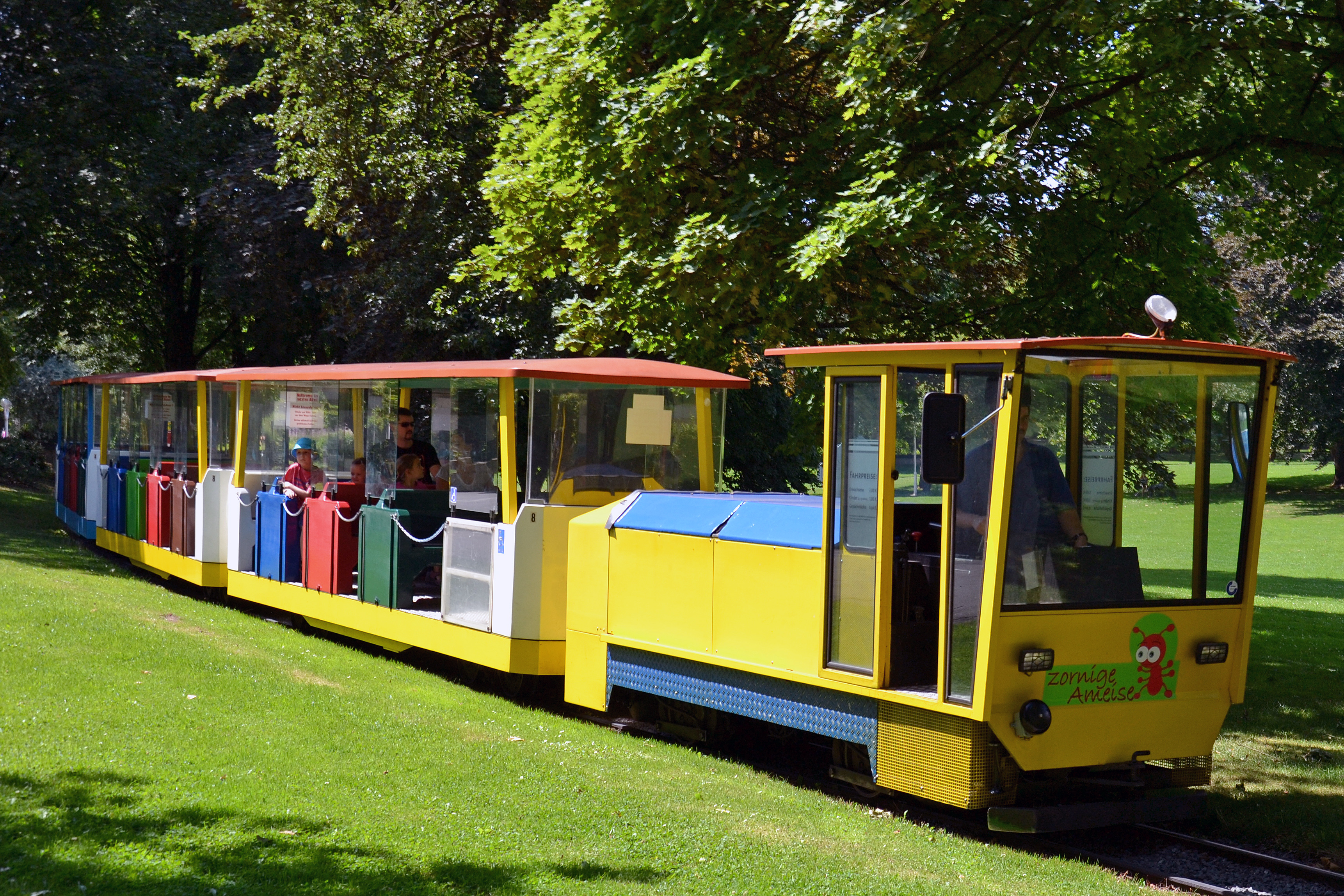
Grugabahn Zornige Ameise
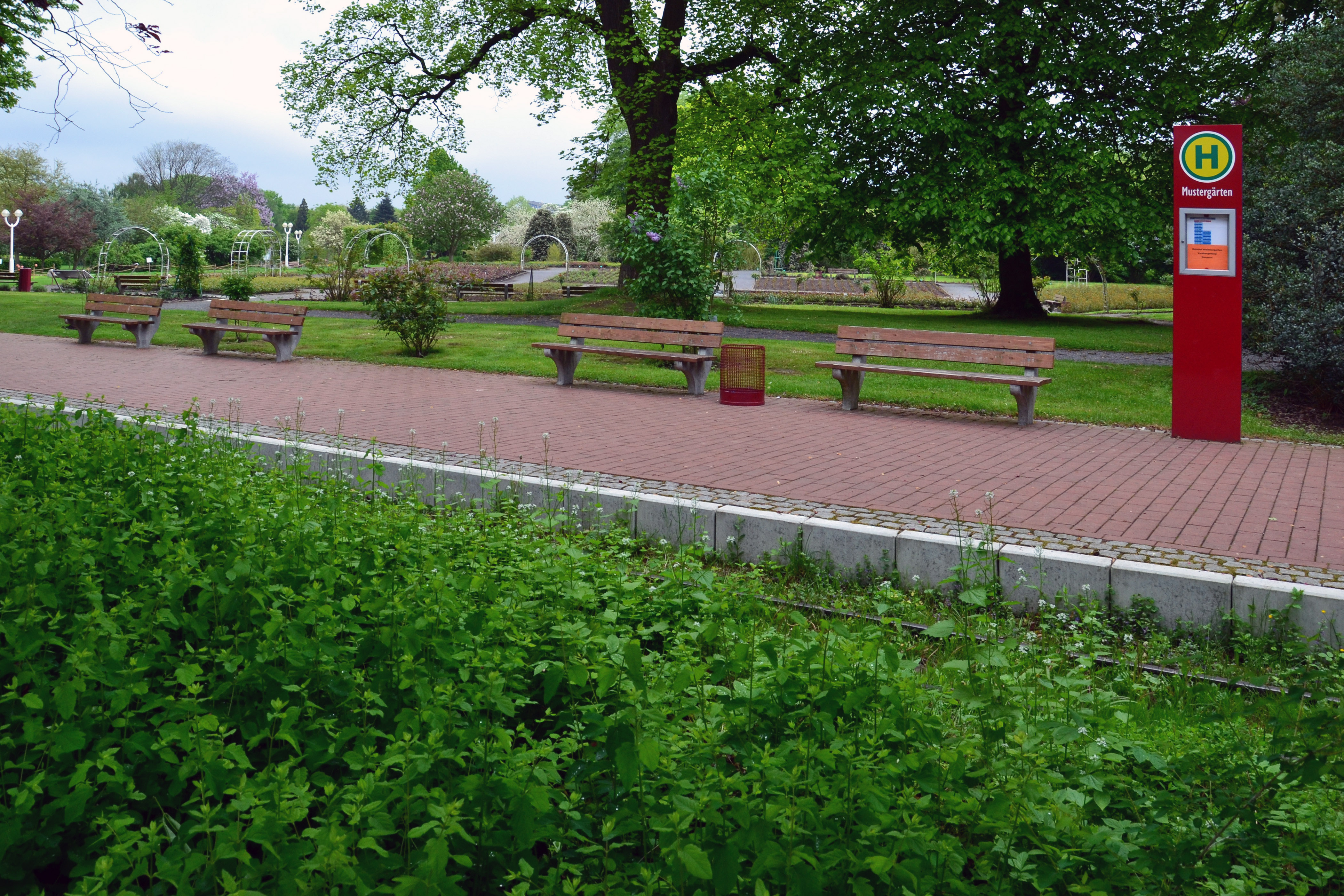
Haltepunkt Mustergärten
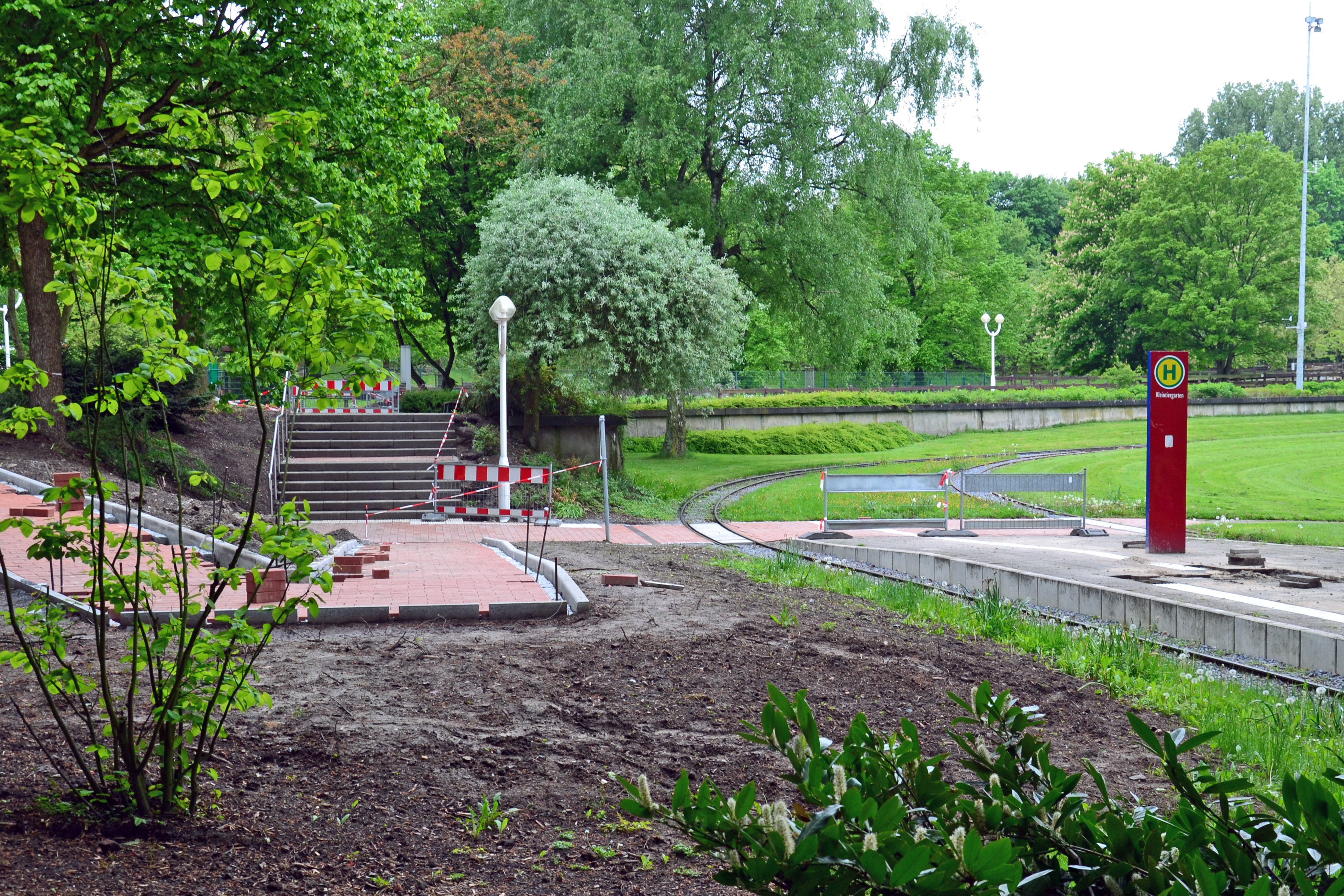
Haltepunkt Kleintiergarten im Umbau 2013, zuvor Grugabad, heute Haltepunkt Tummelwiese
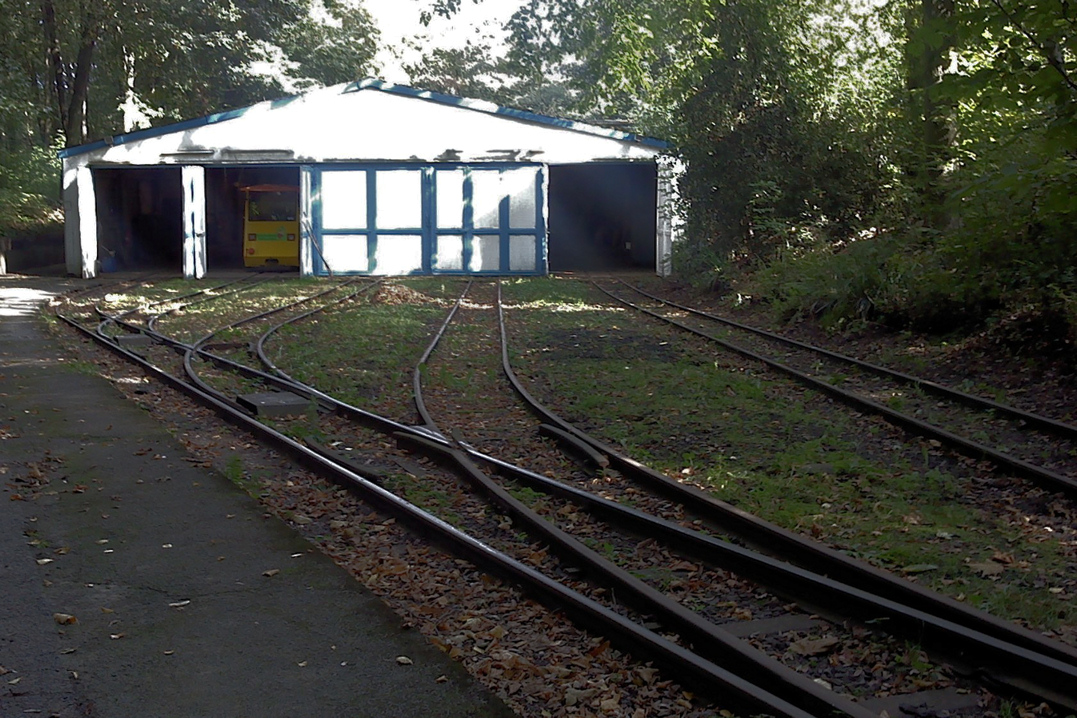
Heutiges Depot in der Nähe des Irrgartens

### Traditionelle Essener Zugnamen
Die Züge der Grugabahn tragen traditionell Namen mit Bezug zur Stadt Essen und zum Park:
- Zornige Ameise: Restaurant im Ruhrtal in Bergerhausen am Ende der Ruhrallee, benannt nach dem Spitznamen einer emsigen, doch reizbaren Wirtin,[2]
- Heimliche Liebe: Ausflugslokal an der Straße Baldeney, bereits 1853 erwähnt, nördlich über dem Baldeneysee,[3]
- Wachsames Hähnchen: wurde im Mittelalter zum Wahrzeichen der Stadt, bis heute Symbol der Essener Schützenvereine, ein Denkmal von 1930 mit dem goldenen Hahn auf einer Stele steht auf dem Friedensplatz, vormals Kardinal-Hengsbach-Platz.
- Schwarze Lene: heute Name eines Ausflugslokal im Schellenberger Wald über dem Baldeneysee; Anna Magdalena Bramkamp geb. Plückthun (*14. Oktober 1777 in Bredeney; † 17. Mai 1857 ebenda) war die Wirtin einer Sommerwirtschaft, die vom Trampelklub besucht wurde. Dieser Klub war ein Essener Honoratioren-Wanderverein, in dem unter anderem Alfred Krupp und Adolf Knaudt Mitglied waren. Den Kosenamen Schwarze Lene erhielt die Wirtin wegen ihrer schwarzen Haare.[4]
- Fleißiges Lieschen: Kulturpflanze aus der Gattung der Springkräuter, Metapher für die Gartenbauausstellung selbst.

## Geschichte

### Reichsgartenschau 1938
Zur Reichsgartenschau 1938 ging erstmals eine dampfgetriebene Liliputbahn der Firma Erich Brangsch GmbH Klein- und Feldbahnen (Leipzig-Engelsdorf) auf dem Gelände des heutigen Grugaparks in Betrieb. Zugleich war die Firma Brangsch Betreiber mit Verantwortung für Fahrzeuge und Wegstrecke. Die Züge trugen die Namen Zornige Ameise und Schwarze Lene, Wachsames Hähnchen und Dicke Bertha, die jeweils aus einer Miniatur-Dampflokomotive mit Tender und fünf bedachten, vierachsigen Aussichtswagen bestanden. Diese Ausstellungskleinbahn mit einer Spurweite von 381 mm wurde im Zweiten Weltkrieg zerstört.

### Nachkriegszeit
Nach dem Krieg wurde eine dampfgetriebene Feldbahn mit 600 mm Spurweite zum Wiederaufbau des verwüsteten Parks installiert, die ab 1949 auch wieder Personen durch das Gelände beförderte. Es gab zunächst nur einen Zug. Dieser wurde dann durch zwei dieselbetriebene Fahrzeuge, Wachsames Hähnchen und Fleißiges Lieschen genannt, ersetzt. Hinzu kam eine batteriebetriebene Lok namens Tuttmanns Esel. Der Name geht auf die Essener Familie Tuttman zurück, die in Stoppenberg ein Bauerngut besaß, das 1895 ausbrannte und abgerissen wurde.
Zusätzlich fuhr ab September 1949 eine Dampflok vom Typ Hilda aus der Arnold Jung Lokomotivfabrik. Sie hatte eine Länge ohne Puffer von 4,66 Metern, eine Breite von 1,93 Metern und eine Höhe von 2,72 Metern. Mit einem Gewicht von 11,9 Tonnen und 75 PS erreichte sie eine Höchstgeschwindigkeit von 20 km/h und konnte einen Kurvenradius von 15 Metern durchfahren.
Zur Zweiten Gruga-Ausstellung 1952 kamen zwei weitere Dieselloks hinzu, so dass folgend die Akku- und die Dampflok außer Dienst gestellt wurden.
Betreiber der Bahn im Auftrag der Grugaparkverwaltung war die Straßenbahn Essen, damals unter dem Dach der Süddeutschen Eisenbahn-Gesellschaft (SEG). Seit 1954 firmierte die vormalige SEG unter Essener Verkehrs-AG (EVAG), was an der Betriebsführung nichts änderte.

#### Fahrzeuge und Verbleib
Die Dieselloks stammten von der Demag (Typ ML50, Bauart B-dm). Sie zogen, neben den in der Werkstatt der Essener Straßenbahn unter der Leitung der SEG hergestellten Wagen, auch Péchot-Wagen einer Heeresfeldbahn. Diese Wagen waren nach Oberst Prosper Péchot benannt, der zahlreiche militärische Aufbauten für französische Feldbahnen anpasste.
Als der Grugapark 1963 für zwei Jahre wegen umfangreicher Bauarbeiten bis zur Eröffnung der Bundesgartenschau 1965 schloss, wurden die Dieselzüge ausgemustert.
Eine Lok mit Baujahr um 1942, die anfangs noch Züge zur Trümmerbeseitigung und später den Wachsames Hähnchen genannten Parkzug zog, befindet sich heute im Münsterländischen Feldbahnmuseum in Rheine. Ihr Weg führte sie 1957 zu einem Essener Bauunternehmer, etwa 1965 weiter zu einem Schrotthandel in der Eisenbahnstraße in Essen-Rellinghausen, um ungefähr im Jahr 1980 auf einem Spielplatz am Steinplatz im Essener Südviertel aufgestellt zu werden. Schließlich kam die Lok 1992 in das Feldbahnmuseum. Eine weitere solche Lok  zog den Zug Fleißiges Lieschen und ging über einen Spielplatz in Essen-Frohnhausen, einen Schrotthändler in Gevelsberg, 1999 an die Arbeitsgemeinschaft Muttenthalbahn e. V. in Witten und von deren Gruben- und Feldbahnmuseum Zeche Theresia 2014 für 20 Jahre als Leihgabe ins thüringische Ilmenau. Die dritte Lok mit unklarem Verbleib zog den Zug Zornige Ameise.

### Bundesgartenschau 1965
Seit der Erweiterung des Parkgeländes zur Bundesgartenschau 1965 von 47 Hektar auf 70 Hektar verkehrte die Bahn auf einem 3,5 Kilometer langen Rundkurs auf 600 mm Spurweite. Mit der verlängerten Strecke wurde der südliche Parkteil zwischen Lührmannstraße und dem Grugabad neu erschlossen. Betreiber war weiterhin die Essener Verkehrs-AG.

#### Fahrzeuge
Zur Bundesgartenschau waren einheitlich stromlinienförmige Triebzüge in zeitgemäßem Design mit auf Gasbetrieb umgebauten Opel-Kapitän-Motoren angeschafft worden. Der Entwurf dieser Fahrzeuge aus dem Jahr 1963 stammte von dem damals 23-jährigen Industriedesigner Uwe Lichtenford, der an der Essener Folkwangschule für Gestaltung studierte. Das Konzept der gleichermaßen modern gestalteten Züge auf einer 600 mm-Spur hatte sich zuvor bei der Parkeisenbahn der Bundesgartenschau 1959 in Dortmund bewährt. Die fünf Essener Ein-Richtungs-Züge mit einem Triebkopf plus drei Wagen waren von der Firma Bücking & Rappold in Essen-Altendorf und trugen die Namen Zornige Ameise, Heimliche Liebe, Wachsames Hähnchen, Schwarze Lene und Fleißiges Lieschen. Zusätzlich gab es als Reserve einen sechsten Triebkopf mit dem Namen Gruga.
Während der Rundfahrt wurden den Fahrgästen vom Tonband Hinweise zu Sehenswürdigkeiten und zur Geschichte des Parks gegeben.

##### Verbleib
Wegen des Betriebsübergangs auf die Firma Intamin und die Umstellung der Grugabahn auf elektrischen Betrieb 1991 verließen die Gaszüge Essen: Zwei Triebköpfe und fünf Beiwagen gingen zur Bundesgartenschau 1995 an die Cottbuser Parkeisenbahn. Diese Zuggarnitur wurde generalüberholt und fährt dort seit 1995 mit neuen VW-Motoren. Ein weiterer Triebkopf sowie ein Beiwagen sind seit 2003 bei den Eisenbahnfreunden Bebra, dort als Biber-Blitz bezeichnet, im Einsatz. Ein weiterer Beiwagen wurde in Bebra verschrottet, ein dritter nach Halle abgegeben. Ein weiterer Zug, im Grugapark zuletzt für Sonderfahrten als Hochzeitsexpress eingesetzt, war lange Zeit auf Zeche Zollern II/IV in Dortmund-Bövinghausen abgestellt. Inzwischen ist er an die Parkeisenbahn Peißnitzexpress Halle (Saale) abgegeben worden, wo er aufgearbeitet werden soll. Dort befindet sich seit 2015 auch bereits ein Beiwagen im Einsatz, der aus Bebra übernommen wurde. Zwei Beiwagen befanden sich zeitweilig bei der Bad Schwalbacher Kurbahn und gelangten von dort in den Besitz des Feld- und Grubenbahnmuseums des Besucherbergwerks Fortuna in Solms-Oberbiel.

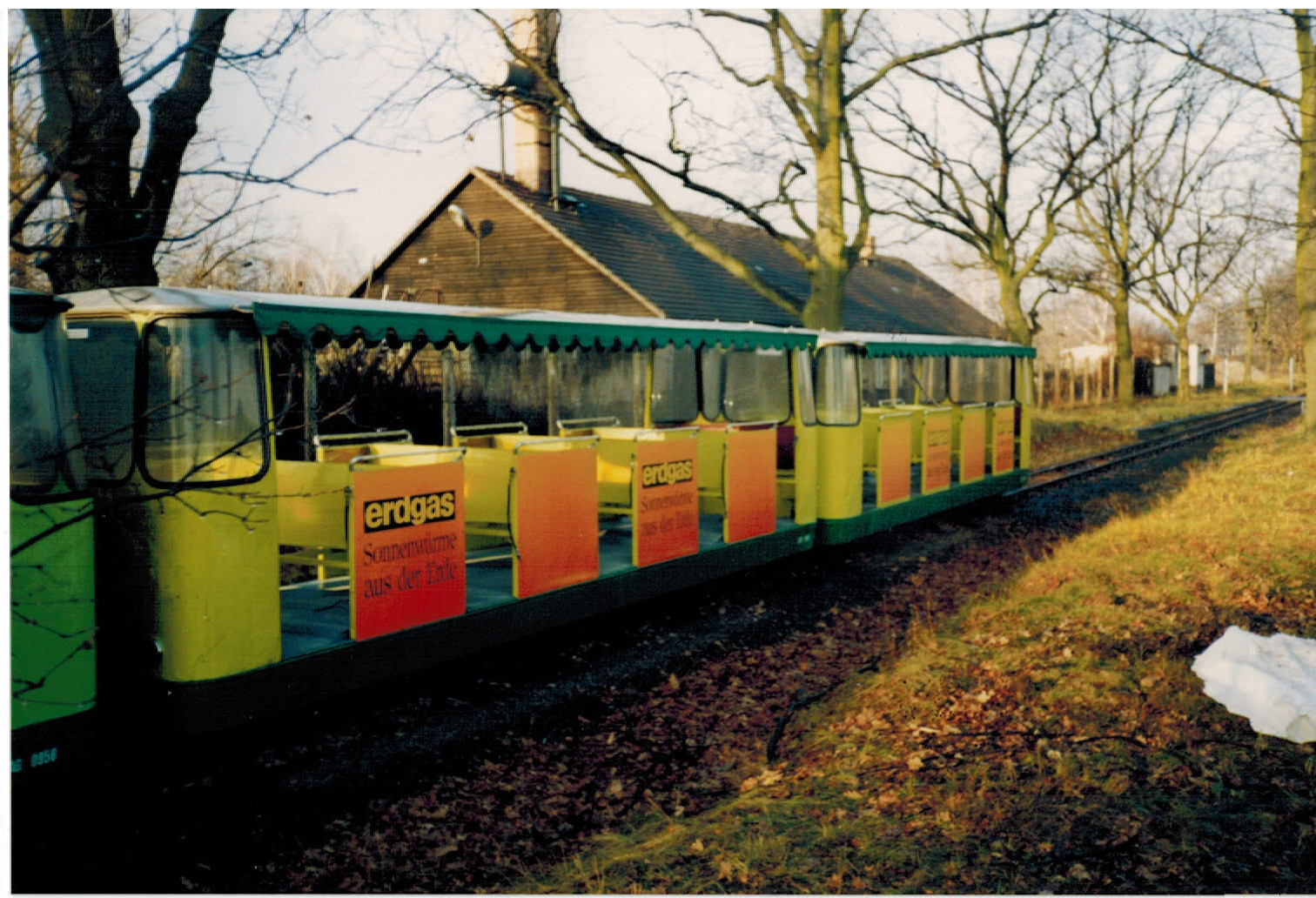
Grugabahn-Wagen kurz nach der Übernahme in Cottbus. Am ganz linken Beiwagen ist noch die EVAG-Betriebsnummer erkennbar, ebenso die zuletzt in Essen gezeigte Werbung.
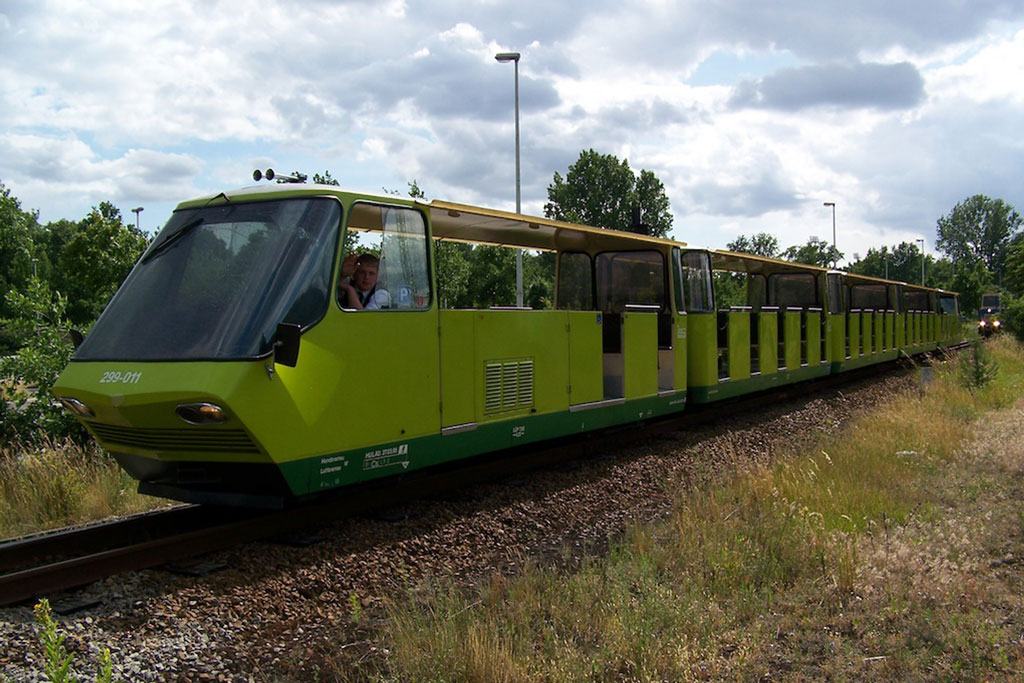
„Parkbahn-ICE“ in Cottbus
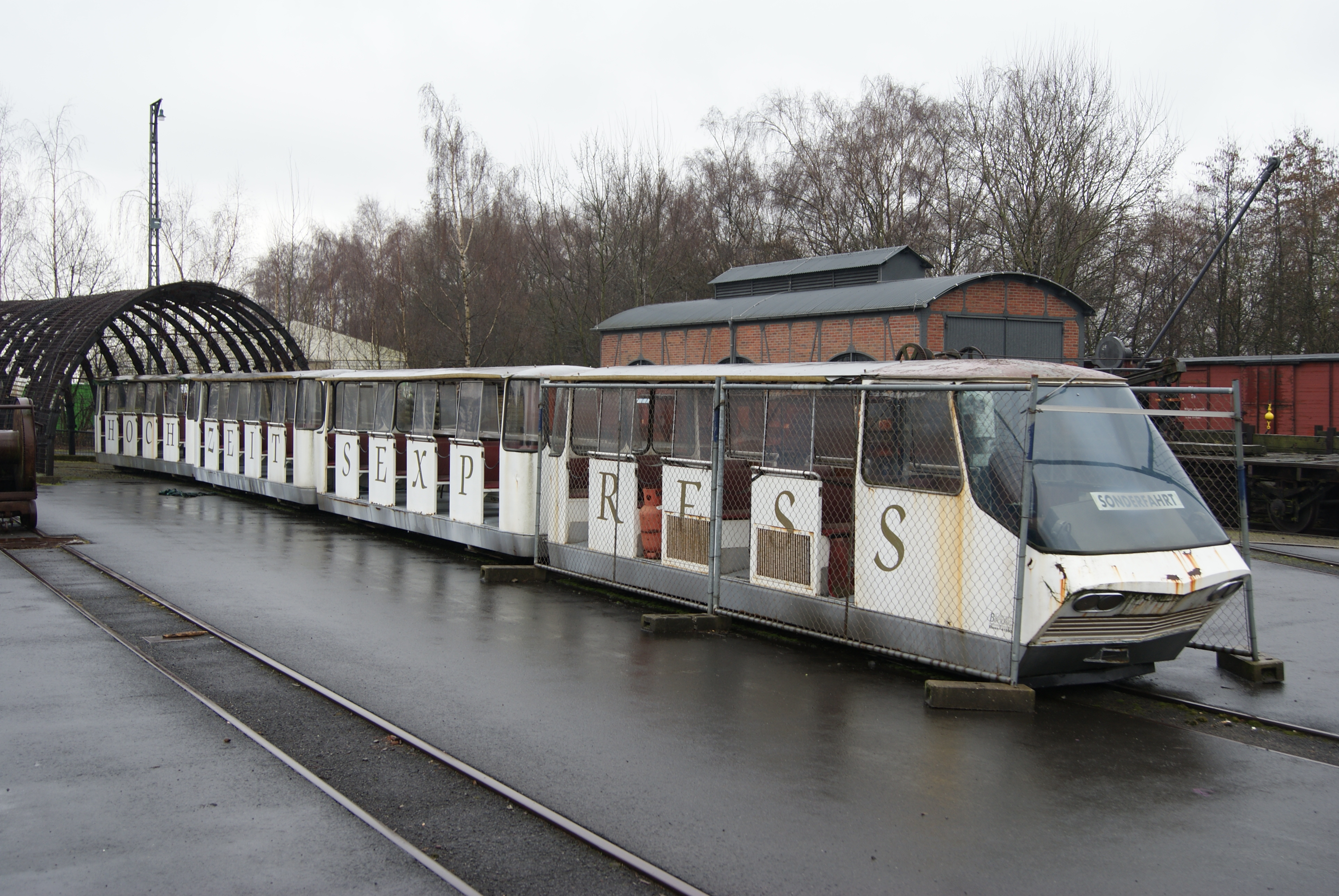
Gas-Zug auf Zeche Zollern 2013, seit 2016 Parkeisenbahn Peißnitzexpress Halle (Saale)

## Haltestellen
Die beiden Haltestellen Hbf Kranichwiese und Kleintiergarten (ehemals Tummelwiese, ehemals Grugabad) existierten als Bahnhöfe (mit jeweils zwei Gleisen) bereits zu Zeiten des EVAG-Betriebs, wobei der Bahnhof Grugabad die meiste Zeit ohne Halt durchfahren wurde. Ein Einstieg zur Rundfahrt war nur am Hauptbahnhof möglich. Nach der Betriebsübernahme durch die Firma Intamin wurde zuerst die Haltestelle Rollschuhbahn/Landhaus in der Nähe des seinerzeitigen Eingangs Rollschuhbahn eröffnet. Nach Nutzungsbeschränkung dieses Eingangs nur für Dauerkarteninhaber 2008 und Neueröffnung eines Eingangs an der neuen Mustergartenanlage wurde in dessen Nähe eine neue Haltestelle angelegt. Daraus folgte die Auflassung der Haltestelle Rollschuhbahn, der Bahnsteig selbst war noch lange ohne Mobiliar vorhanden, ist aber im Winter 2015/16 zurückgebaut worden. Seit der Saison 2015 wird auch die Haltestelle Hbf Kranichwiese nicht mehr bedient. Stattdessen wurde nahe dem Parkeingang an der Orangerie der gleichnamige Haltepunkt errichtet. Seit der Saison 2022 wurde jedoch der Haltepunkt Orangerie geschlossen und die Haltestelle Hbf Kranichwiese wiedereröffnet.
Im Bereich des Hauptbahnhofes wurden in den 1990er Jahren die Gleisanlagen im Zuge einer Messe-Erweiterung durch die Errichtung der Halle 3 weiter in den Park verlegt, womit sich die heutige Streckenführung und -länge ergab. Der Bahnhof verlor dabei sein zweites Bahnsteiggleis, dafür wurde nördlich des Bahnsteiges ein Abstellgleis angelegt. Vor der Saison 2016 wurde im Bereich der derzeitigen Messehalle 8 das Gleis um fünf Meter nördlich in den Park verlegt, um Platz für den anstehenden Messeausbau zu erhalten.

### Depots

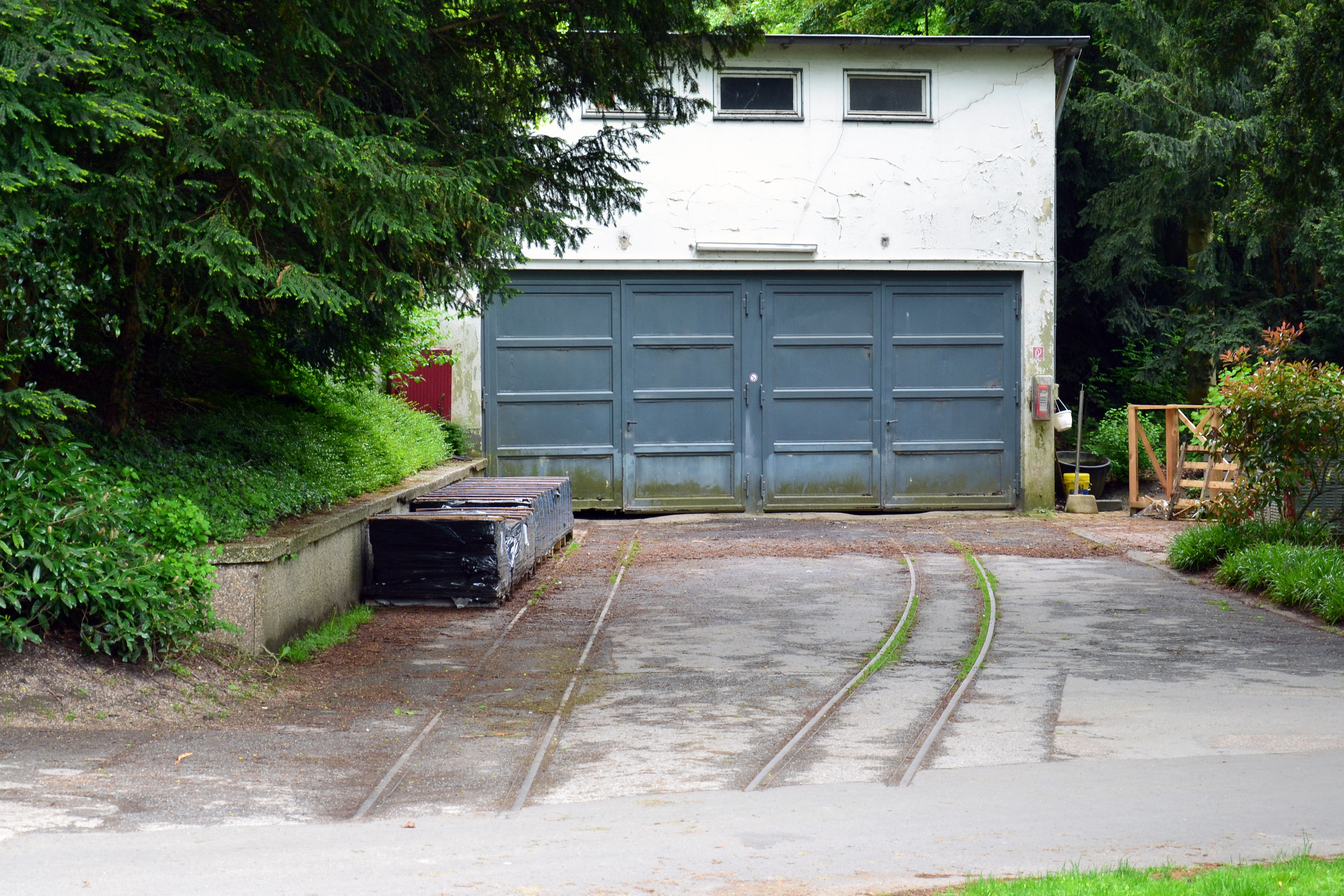
Ehemaliges Depot in der Nähe der Kranichwiese

Das Depot wurde  vom Standort westlich der Kranichwiese in die Nähe des Irrgartens verlegt. Die Anschlussgleise des alten Depots sind teilweise mit einer Asphaltschicht bedeckt worden. Die alte Depothalle hat heute anderweitige Verwendung.